# Оле Гунар Солшер
Оле Гунар Солшер (норв. Ole Gunnar Solskjær; Кристијансунд, 26. фебруар 1973), често правописно неправилно „Солскјер”, јесте норвешки фудбалски тренер и бивши фудбалер. Тренутно је тренер Бешикташа.

## Клупска каријера
Солшер је почео да игра у Клаусенгену, а 1994. је прешао у Молде где је у првој сезони постигао 20 голова.
У лето 1996. Солшер је прешао у Манчестер јунајтед за 1,5 милиона фунти. То је био изненадан трансфер пошто је Манчестер јунајтед био заинтересован за тадашњег нападача Блекбурна Алана Ширера, који је прешао у Њукасл јунајтед. Као једини нападач који је стигао тог лета претпостављало се да ће Солшер најчешће бити на клупи као замена за Јорка и Кантону, али се на крају испоставило супротно. Свој први гол за Манчестер је постигао на свом дебију само 6 минута након што је ушао са клупе против Блекбурна. Солшер је са својих 18 голова у првој сезони доста помогао да се Манчестер домогне титуле те сезоне.
Медији су му наденули надимак Убица дечјег лица, али ће остати упамћен и као Супер-замена због тога што је постигао доста голова након уласка у игру са клупе. Он је рекордер по броју постигнутих голова за Манчестер као замена са 28 голова. Једна од чувених утакмица је против Нотингем фореста, када је у последњих 12 минута постигао 4 поготка за убедљиву победу од 8:1. Можда и најчувенија утакмица је финале Лиге шампиона 1999. против Бајерна где је такође уласком са клупе у трећем минуту надокнаде постигао победоносни гол за 2:1. Та победа је донела Манчестеру триплу круну те сезоне. Један од потеза који је обележио његову каријеру је и онај на мечу против Њукасла 1998. године, када је противнички играч Роберт Ли имао изгледну прилику за гол, а Солшер се вратио у одбрану и направио намеран прекршај и тако спречио погодак зарадивши искључење.
Након све чешћих повреда, Солшер је завршио своју играчку каријеру 2007. године.

## Репрезентација
Солшер је за репрезентацију дебитовао за Норвешку 26. новембра 1995. против Јамајке, када је и постигао први гол. Играо је на Светском првенству 1998. и Европском првенству 2000., а тих година је заједно са Торе Андре Флоом чинио нападачки тандем у репрезентацији. Опростио се од репрезентације 2007. године против Хрватске, са одиграних 67 утакмица и постигнута 23 гола.

## Тренерска каријера
Након што је завршио играчку каријеру у Манчестеру 2007. године, у сезони 2007/08. је био тренер нападача у екипи. У лето 2008. почео је да тренира резервни тим Манчестера.
Године 2010. постписује четворогодишњи уговор са Молдеом, чији тренер званично постаје на почетку сезоне у норвешком првенству 2011. године, док је дотле водио резервни тим Манчестера. У првој сезони Солшер постаје шампион Норвешке са Молдеом. Солшер је био тренер ФК Молде три сезоне и са клубом је освојио две титуле првака Норвешке и национални Куп. Солшер је 19. децембра 2018. године промовисан у шефа стручног штаба Манчестер јунајтеда.

## Трофеји

### Као играч
Манчестер јунајтед
- Премијер лига : 6
  - 1996, 1998, 1999, 2000, 2002, 2006.
- ФА куп : 2
  - 1999, 2003.
- Лига шампиона : 1
  - 1999.
- Интерконтинентални куп : 1
  - 1999.

### Као тренер
Резервни тим Манчестер јунајтеда
- Премијер лига за резервне тимове : 1
  - 2010.
- Ланкашир Сениор куп : 1
  - 2009.
- Манчестер Сениор куп : 1
  - 2009.

Молде
- Премијер лига Норвешке : 2
  - 2011, 2012.
- Куп Норвешке : 1
  - 2013.